# Gutiérrez Zamora, Gutiérrez Zamora
Gutiérrez Zamora är en ort i Mexiko.   Den ligger i kommunen Gutiérrez Zamora och delstaten Veracruz, i den sydöstra delen av landet, 240 km nordost om huvudstaden Mexico City. Gutiérrez Zamora ligger 12 meter över havet och antalet invånare är 14 735.
Terrängen runt Gutiérrez Zamora är platt. Runt Gutiérrez Zamora är det tätbefolkat, med 331 invånare per kvadratkilometer. Gutiérrez Zamora är det största samhället i trakten. Omgivningarna runt Gutiérrez Zamora är en mosaik av jordbruksmark och naturlig växtlighet.